# آرثر إيرهارد
آرثر إيرهارد (بالألمانية: Arthur Ehrhardt)‏ هو كاتب غير روائي ألماني، ولد في 20 مارس 1896 في Hämmern ‏ في ألمانيا، وتوفي في 11 مايو 1971 في كوبورغ في ألمانيا.